# (32200) Seiicyoshida
(32200) Seiicyoshida est un astéroïde de la ceinture principale.

## Description
(32200) Seiicyoshida est un astéroïde de la ceinture principale. Il fut découvert le 28 juillet 2000 à Dynic par Yasukazu Ikari. Il présente une orbite caractérisée par un demi-grand axe de 3,15 UA, une excentricité de 0,21 et une inclinaison de 15,0° par rapport à l'écliptique.

## Compléments